# 陈公木
陈公木（1900年—1935年），原名金相善，又名李炳熙、丁公木，朝鲜庆尚南道人，广州黄埔军校第五期校友，参加过南昌起义，1930年加入中国共产党曾任中共安图县委书记、中共延吉县委书记、中共满洲省委巡视员等职。

## 生平
1900年，陈公木出生于朝鲜庆尚南道山清郡，1918年从釜山商业学校毕业。1919年，他因参加了三一运动被捕入狱，后被营救出狱。1923年至1925年期间，他曾先后在北京高等师范学校和上海惠灵英语专门学校学习。1926年4月，他入广州黄埔军校第五期学习，同年8月随学校转至武汉（校名改名为中央军事政治学校）。1927年6月毕业后，他参加了南昌起义，后转移到上海。:67-68:44
1928年3月，陈公木在上海加入朝鲜共产党，后于同年7月去吉林省磐石县就任中国朝鲜人青年同盟庶务部长，1929年6月改任朝鲜共产党满洲总局组织部长。1930年7月，他按照共产国际“一国一党”原则，转入中国共产党党籍。此后，他组建了中共烟筒山支部，后又被任命为中共满洲省委巡视员在北满开展革命运动。1931年初，他被派任中共安图县委书记，在安图县发展了26名党员。同年3月，安图县委遭到破坏后，他被调任中共延吉县委书记。同4月8日，他在延吉县朝阳川茂山村被日军逮捕，押至朝鲜京城监狱，被判7年徒刑，1935年死于狱中。:68:44